# Emil Popp
Pour les articles homonymes, voir Popp.
Emil Popp (né le 26 avril 1897 à Heidingsfeld, mort le 25 mars 1955 à Wurtzbourg) est un homme politique nazi allemand.

## Biographie
Il participe à la Première Guerre mondiale en tant que volontaire dans le 11e régiment d'artillerie de campagne royal bavarois.
En 1920, il est le chef pour la Basse-Franconie du corps franc de l'Oberland (de). En 1930, il rejoint le NSDAP et assume le poste de chef de district. Après la prise du pouvoir par les nazis en 1933, il est adjoint au maire de Karlstadt-sur-le-Main et dirige la section SS locale. Deux ans plus tard, il prend la direction de l'est de la Bavière puis devient l'année suivante Brigadeführer à Dresde. Il quittera cette fonction en août 1944. Le 16 septembre 1936, il est élu au Reichstag dans la circonscription de Francfort-sur-l'Oder pour le NSDAP.
Le 14 avril 1937, il devient chef de district par intérim de Chemnitz et le deviendra officiellement peu après en même temps qu'à Dresde. Le 18 août 1944, Emil Popp est président du district de Koslin.

## Source de la traduction
- (de) Cet article est partiellement ou en totalité issu de l’article de Wikipédia en allemand intitulé « Emil Popp » (voir la liste des auteurs).